# 叉拟平腹蛛
叉拟平腹蛛（学名：Zodarion furcum）为拟平腹蛛科拟平腹蛛属的动物。在中国大陆，分布于河北等地。该物种的模式产地在河北。